# Amegilla maclachlani
Amegilla maclachlani är en biart som först beskrevs av Fedtschenko 1875.  Amegilla maclachlani ingår i släktet Amegilla och familjen långtungebin. Inga underarter finns listade i Catalogue of Life.